# Adélaïde Coudère
Adélaïde Coudère, ou Adélaïde Couderé née en 1829 à Bruges et morte en 1918 à Liège, est une industrielle belge, fondatrice d'une société liégeoise de produits en caoutchouc et pneumatiques.

## Biographie
Adélaïde Coudère naît dans une famille bourgeoise à Bruges.
Elle dirige avec son mari Oscar Englebert une papeterie à Liège où elle vend des gommes en caoutchouc ainsi que d'autres articles en caoutchouc, nouveaux à cette époque. Face à leur succès, les articles de papeterie sont délaissés et le couple se dédie alors exclusivement à la vente d'articles en caoutchouc, fourni par la société allemande originaire de Hanovre Continental Caoutchouc et Guttapercha, future Continental AG. Ils ouvrent une autre boutique rue de l'Université quartier des Vennes à Liège, en 1872. Son mari fabrique des toiles imperméables employées pour certains vêtements. En 1877, ils achètent un bâtiment qui devient leur usine de production de caoutchouc et permet de diversifier la production. C'est aussi le siège social de la Manufacture de Caoutchouc Englebert qui connaîtra un succès mondial comme entreprise de pneumatique sous le nom Uniroyal Englebert,.  Cependant, la société connaît des difficultés financières. À cause de ses problèmes de santé, Oscar Englebert cède la direction de l'entreprise à sa femme en 1892 et elle nomme leur fils Oscar gérant après avoir fait de l'entreprise O. Englebert Fils et Cie une société en commandite par actions. La société emploie 250 ouvriers, dont un tiers de femmes, et dispose d'un capital de 650 000 francs. Elle se diversifie encore en produisant des pneumatiques pour bicyclettes à partir de 1892, puis pour voitures à partir de 1898. Dans les années 1920, l'usine emploie environ 3 000 ouvriers à Liège.
Adélaïde Coudère meurt en 1918. Elle est décorée de l'Ordre de Léopold. Une rue porte son nom à Sclessin